# 잉글랜드의 선거구별 의원 목록 (2015년 ~ 2017년)
다음은 제 56대 영국 의회 (2015년 ~ 현재)의 하원으로 당선된 잉글랜드 선거구 내 국회의원 (MP) 목록이다. 2015년 5월 7일 치러진 2015년 총선에서 당선된 의원과 재보궐선거를 통해 이어서 당선된 의원을 포함한다.
이 목록은 의원명에 따라 정리했으며, 제 56대 의회 전 회기에 걸쳐 직무를 맡지 못하고 도중에 사임하거나 유예된 의원들은 이탤릭체로 표시했다. 총선 이후에 새롭게 당선된 의원들은 아래쪽에 추가해 놓았다.

## 의원 구성 현황
| 소속정당 | 소속정당    | 의원 |
|          | 보수당      | 318  |
|          | 노동당      | 206  |
|          | 자유민주당  | 6    |
|          | 영국 독립당 | 1    |
|          | 녹색당      | 1    |
|          | 의장        | 1    |
| 총합     | 총합        | 533  |

## 이스트오브잉글랜드
| 소속정당 | 소속정당    | 의원 |
|          | 보수당      | 52   |
|          | 노동당      | 4    |
|          | 자유민주당  | 1    |
|          | 영국 독립당 | 1    |
| 총합     | 총합        | 58   |

| 의원 | 의원              | 선거구                    | 정당         | 초선 연도     |
| ---- | ----------------- | ------------------------- | ------------ | ------------- |
|      | 피터 앨두스       | 웨이브니                  | 보수당       | 2010년        |
|      | 하이디 앨런       | 사우스케임브리지셔        | 보수당       | 2015년        |
|      | 데이비드 에임스   | 사우스엔드웨스트          | 보수당       | 2010년        |
|      | 리처드 베이컨     | 사우스노퍽                | 보수당       | 2001년        |
|      | 스티븐 바클레이   | 노스이스트케임브리지셔    | 보수당       | 2010년        |
|      | 존 배런           | 베이즐던 빌레리케이       | 보수당       | 2010년        |
|      | 헨리 벨링햄       | 노스웨스트노퍽            | 보수당       | 2001년        |
|      | 사이먼 번스       | 쳄스퍼드                  | 보수당       | 2010년        |
|      | 앨러스테어 바트   | 노스이스트베드퍼드셔      | 보수당       | 2001년        |
|      | 더글라스 카스웰   | 클랙턴                    | 영국 독립당  | 2010년        |
|      | 제임스 카틀리지   | 사우스서퍽                | 보수당       | 2015년        |
|      | 조 처칠           | 베리세인트에드먼즈        | 보수당       | 2010년        |
|      | 제임스 클리벌리   | 브레인트리                | 보수당       | 2015년        |
|      | 테레스 코프리     | 서퍽 코스틀               | 보수당       | 2010년        |
|      | 조너던 자놀리     | 헌팅던                    | 보수당       | 2001년        |
|      | 나딘 도리스       | 미드베드퍼드셔            | 보수당       | 2010년        |
|      | 올리버 도든       | 하츠미어                  | 보수당       | 2015년        |
|      | 재키 도일프라이스 | 서럭                      | 보수당       | 2010년        |
|      | 제임스 더드드리지 | 로크퍼드 사우스엔드이스트 | 보수당       | 2005년        |
|      | 마크 프랜시스     | 레일리 윅퍼드             | 보수당       | 2010년        |
|      | 루시 프레이저     | 사우스이스트 케임브리지셔 | 보수당       | 2015년        |
|      | 조지 프리맨       | 미드노퍽                  | 보수당       | 2010년        |
|      | 리처드 풀러       | 베드퍼드                  | 보수당       | 2010년        |
|      | 데이비드 고크     | 사우스웨스트하트퍼드셔    | 보수당       | 2005년        |
|      | 벤 거머           | 입스위치                  | 보수당       | 2010년        |
|      | 로버트 핼폰       | 할로                      | 보수당       | 2010년        |
|      | 매튜 핸콕         | 웨스트서퍽                | 보수당       | 2010년        |
|      | 리처드 해링턴     | 왓퍼드                    | 보수당       | 2010년        |
|      | 레베카 해리스     | 캐슬 포인트               | 보수당       | 2010년        |
|      | 앨런 헤이젤허스트 | 사프런월든                | 보수당       | 1977년 재보궐 |
|      | 올리버 힐드       | 노스이스트허트퍼드셔      | 보수당       | 1997년        |
|      | 켈빈 홉킨스       | 루턴노스                  | 노동당       | 1997년        |
|      | 스튜어트 잭슨     | 피터버러                  | 보수당       | 2005년        |
|      | 버나드 젠킨       | 하위치 노스에식스         | 보수당       | 2010년        |
|      | 엘레너 렝         | 에핑포리스트              | 보수당       | 1997년        |
|      | 노먼 램           | 노스노퍽                  | 자유민주당   | 2001년        |
|      | 브랜든 루이스     | 그레이트야머스            | 보수당       | 2010년        |
|      | 클라이브 루이스   | 노리치사우스              | 노동당       | 2015년        |
|      | 피터 릴리         | 히친 하픈던               | 보수당       | 1997년        |
|      | 앤 메인           | 세인트올번스              | 보수당       | 2005년        |
|      | 스티븐 맥파틀랜드 | 스티버니지                | 보수당       | 2010년        |
|      | 스티븐 멧칼프     | 사우스베이즐던 이스트서럭 | 보수당       | 2010년        |
|      | 프리티 파텔       | 위텀                      | 보수당       | 2010년        |
|      | 마이크 페닝       | 헤멜햄프스테드            | 보수당       | 2005년        |
|      | 에릭 피클스       | 브렌트우드 온거           | 보수당       | 1992년        |
|      | 대니얼 폴터       | 센트럴서퍽 노스입스위치   | 보수당       | 2010년        |
|      | 마크 프리스크     | 하트퍼드 스토트퍼드       | 보수당       | 2001년        |
|      | 윌 퀸스           | 콜체스터                  | 보수당       | 2015년        |
|      | 앤드류 셀로스     | 사우스웨스트베드퍼드셔    | 보수당       | 2001년        |
|      | 그랜트 섑스       | 웰린해트필드              | 보수당       | 2005년        |
|      | 게이븐 슈커       | 루턴사우스                | 노동협동조합 | 2010년        |
|      | 키스 심슨         | 브로드랜드                | 보수당       | 2010년        |
|      | 클로이 스미스     | 노리치노스                | 보수당       | 2009년 재보궐 |
|      | 리즈 트러스       | 사우스웨스트노퍽          | 보수당       | 2010년        |
|      | 셰일리시 바라     | 노스웨스트케임브리지셔    | 보수당       | 2005년        |
|      | 찰스 워커         | 브록스번                  | 보수당       | 2005년        |
|      | 존 위팅데일       | 몰던                      | 보수당       | 2010년        |
|      | 대니얼 자이너     | 케임브리지                | 노동당       | 2015년        |

## 이스트미들랜즈
| 소속정당 | 소속정당 | 의원 |
|          | 보수당   | 32   |
|          | 노동당   | 14   |
| 총합     | 총합     | 46   |

| 의원 | 의원              | 선거구                 | 정당         | 초선 연도         |
| ---- | ----------------- | ---------------------- | ------------ | ----------------- |
|      | 그레이엄 앨런     | 노팅엄노스             | 노동당       | 1992년            |
|      | 에드 아거         | 찬우드                 | 보수당       | 2015년            |
|      | 존 애시워스       | 레이체스터사우스       | 노동당       | 2011년 재보궐선거 |
|      | 빅토리아 애킨스   | 루스 혼캐슬            | 보수당       | 2015년            |
|      | 마거릿 베킷       | 더비사우스             | 노동당       | 1983년            |
|      | 앤드류 빙엄       | 하이피크               | 보수당       | 2010년            |
|      | 니컬라스 볼스     | 그랜텀 스탬퍼드        | 보수당       | 2010년            |
|      | 피터 본           | 웰링버러               | 보수당       | 2005년            |
|      | 앤드류 브리드전   | 노스웨스트레이체스터셔 | 보수당       | 2010년            |
|      | 케네스 클라크     | 러시클리프             | 보수당       | 1970년            |
|      | 버논 코커         | 게들링                 | 노동당       | 1997년            |
|      | 앨버토 코스타     | 사우스레이체스터셔     | 보수당       | 2015년            |
|      | 글로리아 드피에로 | 애시필드               | 노동당       | 2010년            |
|      | 앨런 덩컨         | 러틀랜드 멜턴          | 보수당       | 1992년            |
|      | 마이클 엘리스     | 노샘프턴노스           | 보수당       | 2010년            |
|      | 나타샤 에인절     | 노스이스트더비셔       | 노동당       | 2005년            |
|      | 에드워드 가니어   | 하브러                 | 보수당       | 1992년            |
|      | 릴리언 그린우드   | 노팅엄사우스           | 노동당       | 2010년            |
|      | 존 헤이스         | 사우스홀랜드 더디핑스  | 보수당       | 1997년            |
|      | 크리스 히튼해리스 | 대번트리               | 보수당       | 2010년            |
|      | 필립 홀로본       | 케터링                 | 보수당       | 2010년            |
|      | 로버트 젠릭       | 뉴어크                 | 보수당       | 2014년 재보궐     |
|      | 리즈 켄달         | 레이체스터웨스트       | 노동당       | 2010년            |
|      | 폴린 래텀         | 미드더비셔             | 보수당       | 2010년            |
|      | 앤드리아 리드섬   | 사우스노샘프턴셔       | 보수당       | 2010년            |
|      | 에드워드 리 경    | 게인즈버러             | 보수당       | 1983년            |
|      | 크리스 레즐리     | 노팅엄이스트           | 노동협동조합 | 2010년            |
|      | 데이비드 매킨토시 | 노샘프턴사우스         | 보수당       | 2015년            |
|      | 존 맨             | 바셋로                 | 노동당       | 2001년            |
|      | 칼 매카트니       | 링컨                   | 보수당       | 2010년            |
|      | 패트릭 맥러플린   | 더비셔데일스           | 보수당       | 2010년            |
|      | 앨런 밀 경        | 맨스필드               | 노동당       | 1992년            |
|      | 나이절 밀스       | 앰버밸리               | 보수당       | 2010년            |
|      | 니키 모건         | 러프버러               | 보수당       | 2010년            |
|      | 토비 퍼킨스       | 체스터필드             | 노동당       | 2010년            |
|      | 스티븐 필립스     | 슬리퍼드 노스하이크햄  | 보수당       | 2010년            |
|      | 톰 퍼스글로브     | 코비                   | 보수당       | 2015년            |
|      | 데니스 스키너     | 볼소버                 | 노동당       | 1970년            |
|      | 어맨다 솔로웨이   | 더비노스               | 보수당       | 2015년            |
|      | 애나 수브리       | 브록스토               | 보수당       | 2010년            |
|      | 마크 스펜서       | 셔우드                 | 보수당       | 2010년            |
|      | 매기 트루프       | 에어워시               | 보수당       | 2015년            |
|      | 데이비드 트레디닉 | 보스워스               | 보수당       | 1992년            |
|      | 키스 배즈         | 레이체스터이스트       | 노동당       | 1992년            |
|      | 맷 워맨           | 보스턴 스키그니스      | 보수당       | 2015년            |
|      | 헤더 휠러         | 사우스더비셔           | 보수당       | 2010년            |

## 런던
| 소속정당 | 소속정당   | 의원 |
|          | 노동당     | 45   |
|          | 보수당     | 27   |
|          | 자유민주당 | 1    |
| 총합     | 총합       | 73   |

| 의원 | 의원              | 선거구                            | 정당         | 초선 연도         |
| ---- | ----------------- | --------------------------------- | ------------ | ----------------- |
|      | 다이애나 애벗     | 해크니노스 스토크뉴잉턴           | 노동당       | 1992년            |
|      | 하이디 알렉산더   | 루이셤이스트                      | 노동당       | 2010년            |
|      | 루샤나라 알리     | 베스널그린 바우                   | 노동당       | 2015년            |
|      | 개빈 바웰         | 크로이든센트럴                    | 보수당       | 2005년            |
|      | 제임스 베리       | 킹스턴 서비턴                     | 보수당       | 2015년            |
|      | 밥 블랙맨         | 해로이스트                        | 보수당       | 2010년            |
|      | 빅토리아 보릭     | 켄징턴                            | 보수당       | 2015년            |
|      | 톰 브레이크       | 카셜턴 월링턴                     | 자유민주당   | 1997년            |
|      | 제임스 브로큰셔   | 올드벡슬리 시드컵                 | 보수당       | 2010년            |
|      | 린 브라운         | 웨스트햄                          | 노동당       | 2005년            |
|      | 캐런 벅           | 웨스트민스터노스                  | 노동당       | 2010년            |
|      | 데이비드 버로스   | 엔필드사우스게이트                | 보수당       | 2005년            |
|      | 던 버틀러         | 브렌트센트럴                      | 노동당       | 2015년            |
|      | 러스 캐드베리     | 브렌트퍼드 아일워스               | 노동당       | 2015년            |
|      | 제레미 코빈       | 이즐링턴노스                      | 노동당       | 1983년            |
|      | 닐 코일           | 버몬지 올드서더크                 | 노동당       | 2015년            |
|      | 스텔라 크리지     | 월섬스토                          | 노동협동조합 | 2010년            |
|      | 존 크루더스       | 대거넘 레이넘                     | 노동당       | 2010년            |
|      | 존 크라이어       | 레이턴 원스테드                   | 노동당       | 2010년            |
|      | 짐 도드           | 루이셤웨스트 펜지                 | 노동당       | 2010년            |
|      | 이언 덩컨 스미스  | 칭퍼드 우드퍼드그린               | 보수당       | 1997년            |
|      | 클라이브 에퍼드   | 엘덤                              | 노동당       | 1997년            |
|      | 제인 엘리슨       | 배터시                            | 보수당       | 2010년            |
|      | 데이비드 이브넷   | 벡슬리히스 크레이퍼드             | 보수당       | 2005년            |
|      | 마크 필드         | 시티오브런던 시티오브웨스트민스터 | 보수당       | 2001년            |
|      | 짐 피츠패트릭     | 포플러 라임하우스                 | 노동당       | 2010년            |
|      | 비키 폭스크로프트 | 루이셤 데트퍼드                   | 노동당       | 2015년            |
|      | 마이크 프리어     | 핀칠리 골더스그린                 | 보수당       | 2010년            |
|      | 마이크 게이프스   | 일퍼드사우스                      | 노동협동조합 | 1992년            |
|      | 베리 가드너       | 브렌트노스                        | 노동당       | 1997년            |
|      | 잭 골드스미스     | 리치먼드파크                      | 보수당       | 2010년            |
|      | 저스틴 그리닝     | 퍼트니                            | 보수당       | 2005년            |
|      | 스티븐 해먼드     | 윔블던                            | 보수당       | 2005년            |
|      | 그레그 핸즈       | 첼시 풀럼                         | 보수당       | 2010년            |
|      | 해리엇 하먼       | 캠버웰 페컴                       | 노동당       | 1997년            |
|      | 헬런 헤이스       | 덜위치 웨스트노우드               | 노동당       | 2015년            |
|      | 메그 힐리어       | 해크니사우스 쇼어디치             | 노동협동조합 | 2005년            |
|      | 마거릿 호지       | 바킹                              | 노동당       | 1994년 재보궐선거 |
|      | 케이트 호이       | 복스홀                            | 노동당       | 1989년 재보궐선거 |
|      | 루퍼 휴크         | 얼링센트럴 액턴                   | 노동당       | 2015년            |
|      | 닉 허드           | 라이슬립 노스우드 피너            | 보수당       | 2010년            |
|      | 보리스 존슨       | 억스브리지 사우스라이슬립         | 보수당       | 2015년            |
|      | 조 존슨           | 오핑턴                            | 보수당       | 2010년            |
|      | 사디크 칸         | 투팅                              | 노동당       | 2005년            |
|      | 데이비드 래미     | 토트넘                            | 노동당       | 2000년 재보궐선거 |
|      | 세마 말로트라     | 펠텀 헤스턴                       | 노동당       | 2011년 재보궐선거 |
|      | 태니아 마시아스   | 트위커넘                          | 보수당       | 2015년            |
|      | 시오베인 맥도너프 | 미첨 모든                         | 노동당       | 1997년            |
|      | 존 맥도넬         | 헤이스 할링턴                     | 노동당       | 1997년            |
|      | 밥 닐             | 브롬리 치즐허스트                 | 보수당       | 2006년 재보궐     |
|      | 매튜 오퍼드       | 헨든                              | 보수당       | 2010년            |
|      | 케이트 오저모어   | 에드먼튼                          | 노동협동조합 | 2015년            |
|      | 테리사 피어스     | 에리스 템즈미드                   | 노동당       | 2010년            |
|      | 매튜 페니쿡       | 그리니치 울리치                   | 노동당       | 2015년            |
|      | 크리스 필립       | 크로이던사우스                    | 보수당       | 2015년            |
|      | 스티븐 파운드     | 얼링노스                          | 노동당       | 1997년            |
|      | 스티브 리드       | 크로이던노스                      | 노동당       | 2012년 재보궐     |
|      | 앤드류 러전델     | 롬퍼드                            | 보수당       | 2001년            |
|      | 존 라이언         | 엔필드노스                        | 노동당       | 2015년            |
|      | 폴 스컬리         | 서턴 침                           | 보수당       | 2015년            |
|      | 비렌드라 샤르마   | 얼링사우설                        | 노동당       | 2007년 재보궐     |
|      | 툴리프 시디크     | 햄스테드 킬번                     | 노동당       | 2015년            |
|      | 앤디 슬로터       | 해머스미스                        | 노동당       | 2010년            |
|      | 키어 스타머       | 홀번 세인트판크라스               | 노동당       | 2015년            |
|      | 밥 스튜어트       | 배커넘                            | 보수당       | 2010년            |
|      | 웨스 스트리팅     | 일퍼드노스                        | 노동당       | 2015년            |
|      | 개러스 토머스     | 해로우웨스트                      | 노동협동조합 | 1997년            |
|      | 에밀리 손베리     | 이즐링턴사우스 핀스베리           | 노동당       | 2005년            |
|      | 스티븐 팀스       | 이스트햄                          | 노동당       | 1997년            |
|      | 추카 우무나       | 스트레텀                          | 노동당       | 2010년            |
|      | 테리사 빌리어스   | 치핑바넷                          | 보수당       | 2005년            |
|      | 앤젤라 왓킨슨     | 혼처치 업민스터                   | 보수당       | 2010년            |
|      | 캐서린 웨스트     | 혼지 우드그린                     | 노동당       | 2015년            |

## 노스이스트잉글랜드
| 소속정당 | 소속정당 | 의원 |
|          | 노동당   | 26   |
|          | 보수당   | 3    |
| 총합     | 총합     | 29   |

| 의원 | 의원              | 선거구                            | 정당   | 초선 연도     |
| ---- | ----------------- | --------------------------------- | ------ | ------------- |
|      | 데이비드 앤더슨   | 블레이든                          | 노동당 | 2005년        |
|      | 로버타 블랙맨우즈 | 시티오브더럼                      | 노동당 | 2005년        |
|      | 톰 블렌킨소프     | 미들즈버러사우스 이스트클리블랜드 | 노동당 | 2010년        |
|      | 닉 브라운         | 뉴캐슬어폰타인이스트              | 노동당 | 2010년        |
|      | 앨런 캠벨         | 타인머스                          | 노동당 | 1992년        |
|      | 로니 캠벨         | 블리스밸리                        | 노동당 | 1992년        |
|      | 제니 채프맨       | 달링턴                            | 노동당 | 2010년        |
|      | 앨릭스 커닝햄     | 스톡턴노스                        | 노동당 | 2010년        |
|      | 줄리 엘리엇       | 선덜랜드센트럴                    | 노동당 | 2010년        |
|      | 팻 글래스         | 노스웨스트더럼                    | 노동당 | 2010년        |
|      | 메리 글린던       | 노스타인사이드                    | 노동당 | 2010년        |
|      | 헬런 구드맨       | 비숍오클랜드                      | 노동당 | 2005년        |
|      | 스티븐 헵번       | 재로우                            | 노동당 | 1997년        |
|      | 샤론 호지슨       | 워싱턴 선덜랜드웨스트             | 노동당 | 2010년        |
|      | 케반 존스         | 노스더럼                          | 노동당 | 2001년        |
|      | 이언 레이버리     | 완스벡                            | 노동당 | 2010년        |
|      | 에마 로웰벅       | 사우스쉴즈                        | 노동당 | 2013년 재보궐 |
|      | 앤디 맥도날드     | 미들즈버러                        | 노동당 | 2012년 재보궐 |
|      | 캐서린 매키널     | 뉴캐슬어폰타인노스                | 노동당 | 2010년        |
|      | 이언 먼스         | 게이츠헤드                        | 노동당 | 2010년        |
|      | 그레햄 모리스     | 이징턴                            | 노동당 | 2010년        |
|      | 치 온우라         | 뉴캐슬어폰타인센트럴              | 노동당 | 2010년        |
|      | 가이 오퍼맨       | 헥섬                              | 보수당 | 2010년        |
|      | 브리짓 필립슨     | 하우튼 선덜랜드사우스             | 노동당 | 2010년        |
|      | 앤마리 트레벨리언 | 베릭어폰트위드                    | 보수당 | 2015년        |
|      | 애나 털리         | 레드카                            | 노동당 | 2015년        |
|      | 제임스 와튼       | 스톡턴사우스                      | 보수당 | 2010년        |
|      | 필 윌슨           | 서지필드                          | 노동당 | 2007년 재보궐 |
|      | 레인 라이트       | 하틀풀                            | 노동당 | 2004년 재보궐 |

## 노스웨스트잉글랜드
| 소속정당 | 소속정당   | 의원 |
|          | 노동당     | 51   |
|          | 보수당     | 22   |
|          | 자유민주당 | 2    |
| 총합     | 총합       | 75   |

| 의원 | 의원                | 선거구                    | 정당         | 초선 연도         |
| ---- | ------------------- | ------------------------- | ------------ | ----------------- |
|      | 데비 에이브럼스     | 올덤이스트 새들워스       | 노동당       | 2011년 재보궐     |
|      | 루이시애나 베거     | 리버풀웨이버트리          | 노동협동조합 | 2010년            |
|      | 제이크 베리         | 로전데일 다웰             | 보수당       | 2010년            |
|      | 그레이엄 브래디     | 올트링엄 세일웨스트       | 보수당       | 1997년            |
|      | 피오나 브루스       | 콩글턴                    | 보수당       | 2010년            |
|      | 앤디 버넘           | 리                        | 노동당       | 2001년            |
|      | 앤 코피             | 스토크포트                | 노동당       | 1992년            |
|      | 줄리 쿠퍼           | 번리                      | 노동당       | 2015년            |
|      | 로지 쿠퍼           | 웨스트랭커셔              | 노동당       | 2005년            |
|      | 데이비드 크로스비   | 볼튼노스이스트            | 노동당       | 1997년            |
|      | 사이먼 댄적         | 로치데일                  | 노동당       | 2010년            |
|      | 피터 도드           | 보틀                      | 노동당       | 2015년            |
|      | 앤젤라 이글         | 월러시                    | 노동당       | 1992년            |
|      | 마리아 이글         | 가스턴 헤일우드           | 노동당       | 2010년            |
|      | 루이스 엘먼         | 리버풀리버사이드          | 노동협동조합 | 1997년            |
|      | 빌 이스터슨         | 세프턴센트럴              | 노동당       | 2010년            |
|      | 그레이엄 이반스     | 웨버베일                  | 보수당       | 2010년            |
|      | 나이절 이번스       | 리블밸리                  | 보수당       | 1992년            |
|      | 팀 패런             | 웨스트멀런드 론스데일     | 자유민주당   | 2005년            |
|      | 프랭크 필드         | 버큰헤드                  | 노동당       | 1979년            |
|      | 이본 포버그         | 마커필드                  | 노동당       | 2010년            |
|      | 크리스 그린         | 볼턴웨스트                | 보수당       | 2015년            |
|      | 케이트 그린         | 스트레트퍼드 엄스턴       | 노동당       | 2010년            |
|      | 마거릿 그린우드     | 위럴웨스트                | 노동당       | 2015년            |
|      | 앤드류 귄           | 덴턴 레디시               | 노동당       | 2005년            |
|      | 수 헤이먼           | 워킹턴                    | 노동당       | 2015년            |
|      | 마크 헨드릭         | 프레스턴                  | 노동협동조합 | 2000년 재보궐     |
|      | 케이트 홀런         | 블랙번                    | 노동당       | 2015년            |
|      | 조지 하워스         | 나우즐리                  | 노동당       | 2010년            |
|      | 린지 호일           | 촐리                      | 노동당       | 1997년            |
|      | 그레이엄 존스       | 하인드번                  | 노동당       | 2010년            |
|      | 헬렌 존스           | 워링턴노스                | 노동당       | 1997년            |
|      | 마이크 케인         | 위선쇼 세일이스트         | 노동당       | 2014년 재보궐     |
|      | 제럴드 코프맨 경    | 맨체스터고튼              | 노동당       | 1983년            |
|      | 바버라 킬리         | 워슬리 에클스사우스       | 노동당       | 2010년            |
|      | 시마 케네디         | 사우스리블                | 보수당       | 2015년            |
|      | 이번 루이스         | 베리사우스                | 노동당       | 1997년            |
|      | 레베카 롱베일리     | 솔퍼드 에클스             | 노동당       | 2015년            |
|      | 저스틴 매더스       | 엘즈미어포트 네스턴       | 노동당       | 2015년            |
|      | 고든 마즈든         | 블랙풀사우스              | 노동당       | 1997년            |
|      | 크리스 매더슨       | 시티오브맨체스터          | 노동당       | 2015년            |
|      | 폴 메이너드         | 블랙풀노스 클리블리즈     | 보수당       | 2010년            |
|      | 코너 맥긴           | 세인트헬렌스노스          | 노동당       | 2015년            |
|      | 앨리슨 맥고번       | 위럴사우스                | 노동당       | 2010년            |
|      | 리즈 매킨스         | 헤이우드 미들턴           | 노동당       | 2014년 재보궐     |
|      | 마이클 메처         | 올덤이스트 로이턴         | 노동당       | 1997년            |
|      | 마크 멘지스         | 필드                      | 보수당       | 2010년            |
|      | 데이비드 모리스     | 모컴 룬스데일             | 보수당       | 2010년            |
|      | 데이비드 모워트     | 워링턴사우스              | 보수당       | 2010년            |
|      | 리사 낸디           | 위건                      | 노동당       | 2010년            |
|      | 데이비드 너털       | 베리노스                  | 보수당       | 2010년            |
|      | 조지 오스본         | 태턴                      | 보수당       | 2001년            |
|      | 루시 파웰           | 맨체스터센트럴            | 노동협동조합 | 2012년 재보궐선거 |
|      | 존 퓨               | 사우스포트                | 자유민주당   | 2001년            |
|      | 야스민 쿠레시       | 볼턴사우스이스트          | 노동당       | 2010년            |
|      | 앤젤라 레이너       | 애슈턴언더라인            | 노동당       | 2015년            |
|      | 제이미 리드         | 코플랜드                  | 노동당       | 2005년            |
|      | 조너선 레이놀즈     | 스테일리브리지 하이드     | 노동협동조합 | 2010년            |
|      | 마리 리머           | 세인트헬렌스사우스 휘스턴 | 노동당       | 2015년            |
|      | 메리 로빈슨         | 치들                      | 보수당       | 2015년            |
|      | 스티브 로더럼       | 리버풀월턴                | 노동당       | 2010년            |
|      | 데이비드 러틀리     | 매클스필드                | 보수당       | 2010년            |
|      | 앤트워네트 샌드배치 | 에디스버리                | 보수당       | 2015년            |
|      | 캣 스미스           | 랭커스터 플리트우드       | 노동당       | 2015년            |
|      | 제프 스미스         | 맨체스터위싱턴            | 노동당       | 2015년            |
|      | 앤드류 스티븐슨     | 펜들                      | 보수당       | 2010년            |
|      | 존 스티븐슨         | 칼라일                    | 보수당       | 2010년            |
|      | 로리 스튜어트       | 펜리스 보더               | 보수당       | 2015년            |
|      | 그레이엄 스트링어   | 블랙클리 브로우턴         | 노동당       | 2010년            |
|      | 에드워드 팀슨       | 크루 낸드위치             | 보수당       | 2008년 재보궐     |
|      | 데렉 트위그         | 홀턴                      | 노동당       | 1997년            |
|      | 스티븐 트위그       | 리버풀웨스트더비          | 노동협동조합 | 2010년            |
|      | 벤 웰렌스           | 와이어 프레스턴노스       | 보수당       | 2010년            |
|      | 존 우드콕           | 배로 퍼니스               | 노동협동조합 | 2010년            |
|      | 윌리엄 래그         | 헤이즐그로브              | 보수당       | 2015년            |

## 사우스이스트잉글랜드
| 소속정당 | 소속정당 | 의원 |
|          | 보수당   | 78   |
|          | 노동당   | 4    |
|          | 녹색당   | 1    |
|          | 의장     | 1    |
| 총합     | 총합     | 84   |

| 의원 | 의원              | 선거구                  | 정당   | 초선 연도     |
| ---- | ----------------- | ----------------------- | ------ | ------------- |
|      | 애덤 아프리예     | 윈저                    | 보수당 | 2005년        |
|      | 캐롤라인 앤셀     | 이스트본                | 보수당 | 2015년        |
|      | 스티브 베이커     | 하이위컴                | 보수당 | 2010년        |
|      | 리처드 베니언     | 뉴베리                  | 보수당 | 2005년        |
|      | 존 버코           | 버킹엄                  | 의장   | 1997년        |
|      | 폴 베레스퍼드     | 몰밸리                  | 보수당 | 1997년        |
|      | 니콜라 블랙우드   | 옥스퍼드웨스트 애빙던   | 보수당 | 2005년        |
|      | 크리스핀 헌트     | 레이게이트              | 보수당 | 1997년        |
|      | 피터 바텀리 경    | 워딩웨스트              | 보수당 | 1997년        |
|      | 줄리언 브레지어   | 캔터베리                | 보수당 | 1992년        |
|      | 스티브 브린       | 윈체스터                | 보수당 | 2010년        |
|      | 데이비드 캐머런   | 위트니                  | 보수당 | 2001년        |
|      | 마리아 콜필드     | 루이스                  | 보수당 | 2015년        |
|      | 레흐만 크리슈티   | 질링엄 레이넘           | 보수당 | 2010년        |
|      | 그레그 클라크     | 턴브리지웰스            | 보수당 | 2005년        |
|      | 대미안 콜린스     | 포크스톤 히스           | 보수당 | 2010년        |
|      | 트레이시 크로치   | 채텀 에일즈퍼드         | 보수당 | 2010년        |
|      | 밈스 데이비스     | 이스틀리                | 보수당 | 2015년        |
|      | 캐롤라인 딘네이지 | 고스포트                | 보수당 | 2010년        |
|      | 플릭 드러먼드     | 포츠머스사우스          | 보수당 | 2015년        |
|      | 찰리 엘피크       | 도버                    | 보수당 | 2010년        |
|      | 마이클 팰론       | 세브노크스              | 보수당 | 1997년        |
|      | 수엘라 페르난데스 | 페어햄                  | 보수당 | 2015년        |
|      | 로저 게일 경      | 노스터넷                | 보수당 | 1983년        |
|      | 누스 가니         | 윌든                    | 보수당 | 2015년        |
|      | 닉 기브           | 보그너레지스 리틀햄프턴 | 보수당 | 1997년        |
|      | 체릴 길런         | 체셤 아머샴             | 보수당 | 1992년        |
|      | 마이클 고브       | 서리히스                | 보수당 | 2005년        |
|      | 헬렌 그랜트       | 메이드스톤 윌드         | 보수당 | 2010년        |
|      | 크리스 그레일링   | 엡섬 이웰               | 보수당 | 2001년        |
|      | 대미언 그린       | 애슈퍼드                | 보수당 | 1997년        |
|      | 도미니크 그리브   | 비컨즈필드              | 보수당 | 1997년        |
|      | 샘 기머           | 이스트서리              | 보수당 | 2010년        |
|      | 필립 해먼드       | 러니미드 웨이브리지     | 보수당 | 1997년        |
|      | 고든 헨더슨       | 시팅번 셰피             | 보수당 | 2010년        |
|      | 닉 허버트         | 애런델 사우스다운스     | 보수당 | 2005년        |
|      | 대미언 하인즈     | 이스트햄프셔            | 보수당 | 2010년        |
|      | 조지 홀링베리     | 미온밸리                | 보수당 | 2010년        |
|      | 애덤 홀로웨이     | 그레이브셤              | 보수당 | 2005년        |
|      | 제럴드 하워드     | 올더숏                  | 보수당 | 1997년        |
|      | 존 하웰           | 헨리                    | 보수당 | 2008년 재보궐 |
|      | 제레미 헌트       | 사우스웨스트서리        | 보수당 | 2005년        |
|      | 라닐 자야와르데나 | 노스이스트햄프셔        | 보수당 | 2015년        |
|      | 개러스 존슨       | 다트퍼드                | 보수당 | 2010년        |
|      | 사이먼 커비       | 브라이튼켐프타운        | 보수당 | 2010년        |
|      | 크와시 크와텡     | 스펠손                  | 보수당 | 2010년        |
|      | 피터 카일         | 호브                    | 노동당 | 2015년        |
|      | 마크 랭커스터     | 밀턴케인스노스          | 보수당 | 2010년        |
|      | 필립 리           | 브랙넬                  | 보수당 | 2010년        |
|      | 줄리언 루이스     | 뉴포리스트이스트        | 보수당 | 1997년        |
|      | 데이비드 리딩턴   | 에일즈베리              | 보수당 | 1992년        |
|      | 조너던 로드       | 워킹                    | 보수당 | 2010년        |
|      | 팀 러프턴         | 이스트워싱 쇼어햄       | 보수당 | 1997년        |
|      | 캐롤라인 루카스   | 브라이튼퍼빌리언        | 녹색당 | 2010년        |
|      | 크레이그 매킨레이 | 사우스터넷              | 보수당 | 2015년        |
|      | 피오나 맥타거트   | 슬라우                  | 노동당 | 1997년        |
|      | 앨런 맥           | 해번트                  | 보수당 | 2015년        |
|      | 킷 맬토즈         | 노스웨스트햄프셔        | 보수당 | 2015년        |
|      | 테리사 메이       | 메이든헤드              | 보수당 | 1997년        |
|      | 휴 메리맨         | 벡스힐 배틀             | 보수당 | 2015년        |
|      | 마리아 밀러       | 베이싱스토크            | 보수당 | 2005년        |
|      | 앤 밀턴           | 길드퍼드                | 보수당 | 2005년        |
|      | 페니 모르던트     | 포츠머스노스            | 보수당 | 2010년        |
|      | 캐롤라인 노크스   | 롬지 사우샘프턴노스     | 보수당 | 2010년        |
|      | 빅토리아 프렌티스 | 밴베리                  | 보수당 | 2015년        |
|      | 제레미 퀸         | 호셤                    | 보수당 | 2015년        |
|      | 도미니크 라브     | 이셔 월턴               | 보수당 | 2010년        |
|      | 존 레드우드       | 오킹엄                  | 보수당 | 1992년        |
|      | 앰버 러드         | 헤이스팅스 라이         | 보수당 | 2010년        |
|      | 알록 샤르마       | 리딩웨스트              | 보수당 | 2010년        |
|      | 앤드류 스미스     | 옥스퍼드이스트          | 노동당 | 1992년        |
|      | 헨리 스미스       | 크롤리                  | 보수당 | 2010년        |
|      | 로이스턴 스미스   | 사우샘프턴이첸          | 보수당 | 2015년        |
|      | 니콜라스 솜스     | 미드서식스              | 보수당 | 1997년        |
|      | 이언 스튜어트     | 밀턴케인스사우스        | 보수당 | 2010년        |
|      | 디스몬드 스웨인   | 뉴포리스트웨스트        | 보수당 | 1997년        |
|      | 켈리 톨러스트     | 로체스터 스트루드       | 보수당 | 2015년        |
|      | 토머스 투겐타트   | 톤브리지 몰링           | 보수당 | 2015년        |
|      | 앤드류 터너       | 아일오브와이트          | 보수당 | 2001년        |
|      | 앤드류 티리       | 치체스터                | 보수당 | 1997년        |
|      | 에드 베이지       | 완티지                  | 보수당 | 2005년        |
|      | 앨런 화이트헤드   | 사우샘프턴테스트        | 노동당 | 1997년        |
|      | 헬렌 웨이틀리     | 파버셤 미드켄트         | 보수당 | 2015년        |
|      | 로브 윌슨         | 리딩이스트              | 보수당 | 2005년        |

## 사우스웨스트잉글랜드
| 소속정당 | 소속정당 | 의원 |
|          | 보수당   | 51   |
|          | 노동당   | 4    |
| 총합     | 총합     | 55   |

| 의원 | 의원                  | 선거구                  | 정당   | 초선 연도 |
| ---- | --------------------- | ----------------------- | ------ | --------- |
|      | 벤 브래드쇼           | 엑스터                  | 노동당 | 1997년    |
|      | 로버트 버클랜드       | 사우스스윈던            | 보수당 | 2010년    |
|      | 코너 번스             | 본머스웨스트            | 보수당 | 2010년    |
|      | 닐 카마이클           | 스트라우드              | 보수당 | 2010년    |
|      | 알렉스 초크           | 첼트넘                  | 보수당 | 2015년    |
|      | 크리스토퍼 초프       | 크라이스트처치          | 보수당 | 1997년    |
|      | 조프리 클리프턴브라운 | 더코츠월즈              | 보수당 | 1997년    |
|      | 올리버 콜바일         | 플리머스서튼 데번포트   | 보수당 | 2010년    |
|      | 조프리 콕스           | 토리지 웨스트데번       | 보수당 | 2005년    |
|      | 탱엄 더보네어         | 브리스톨웨스트          | 노동당 | 2015년    |
|      | 마셸 도니런           | 치픈햄                  | 보수당 | 2015년    |
|      | 스티브 더블           | 세인트오스텔 뉴키       | 보수당 | 2015년    |
|      | 리처드 드랙스         | 사우스도싯              | 보수당 | 2010년    |
|      | 토비어스 엘우드       | 본머스이스트            | 보수당 | 2005년    |
|      | 조지 유스티스         | 캠번 레드러스           | 보수당 | 2010년    |
|      | 케빈 포스터           | 토베이                  | 보수당 | 2015년    |
|      | 리암 폭스             | 노스서머셋              | 보수당 | 2010년    |
|      | 마커스 피시           | 요빌                    | 보수당 | 2015년    |
|      | 존 글렌               | 솔즈베리                | 보수당 | 2010년    |
|      | 리처드 그레이엄       | 글로스터                | 보수당 | 2010년    |
|      | 제임스 그레이         | 노스윌트셔              | 보수당 | 1997년    |
|      | 루크 홀               | 손베리 예이트           | 보수당 | 2015년    |
|      | 마크 하퍼             | 포리스트오브딘          | 보수당 | 2005년    |
|      | 제임스 히피           | 웰스                    | 보수당 | 2015년    |
|      | 피터 히튼존스         | 노스데번                | 보수당 | 2015년    |
|      | 사이먼 호어           | 노스도싯                | 보수당 | 2015년    |
|      | 벤 하울렛             | 바스                    | 보수당 | 2015년    |
|      | 샬럿 레즐리           | 브리스톨노스웨스트      | 보수당 | 2010년    |
|      | 올리버 레트윈         | 웨스트도싯              | 보수당 | 1997년    |
|      | 이언 리델그레인저     | 브리지워터 웨스트서머싯 | 보수당 | 2010년    |
|      | 잭 로프레스티         | 필턴 브래들리스토크     | 보수당 | 2010년    |
|      | 스콧 맨               | 노스콘월                | 보수당 | 2015년    |
|      | 조니 머서             | 플리머스무어뷰          | 보수당 | 2015년    |
|      | 앤 마리 모리스        | 뉴턴애버트              | 보수당 | 2010년    |
|      | 케리 맥카시           | 브리스톨이스트          | 노동당 | 2005년    |
|      | 셰릴 머레이           | 사우스이스트콘월        | 보수당 | 2010년    |
|      | 앤드류 머리슨         | 사우스웨스트일트셔      | 보수당 | 2010년    |
|      | 사라 뉴턴             | 트러로 팰머스           | 보수당 | 2010년    |
|      | 닐 패리시             | 티버턴 호니턴           | 보수당 | 2010년    |
|      | 존 펜로스             | 웨스턴슈퍼메어          | 보수당 | 2005년    |
|      | 클레어 페리           | 더바이저즈              | 보수당 | 2010년    |
|      | 레베카 포             | 톤턴딘                  | 보수당 | 2015년    |
|      | 제이컵 리스모그       | 노스이스트서머싯        | 보수당 | 2010년    |
|      | 로렌스 로버트슨       | 튜크스베리              | 보수당 | 1997년    |
|      | 크리스 스키드모어     | 킹스우드                | 보수당 | 2010년    |
|      | 캐린 스미스           | 브리스톨사우스          | 노동당 | 2015년    |
|      | 게리 스트리터         | 사우스웨스트데번        | 보수당 | 1997년    |
|      | 멜 스트라이드         | 센트럴데번              | 보수당 | 2010년    |
|      | 휴고 스와이어         | 첼트넘                  | 보수당 | 2001년    |
|      | 로버트 심즈           | 풀                      | 보수당 | 1997년    |
|      | 데릭 토머스           | 세인트이브스            | 보수당 | 2015년    |
|      | 저스틴 톰린슨         | 노스스윈던              | 보수당 | 2010년    |
|      | 마이클 톰린슨         | 미드도싯 노스풀         | 보수당 | 2015년    |
|      | 데이비드 워버튼       | 서머턴 프롬             | 보수당 | 2015년    |
|      | 사라 월러스턴         | 토트네스                | 보수당 | 2010년    |

## 웨스트미들랜즈
| 소속정당 | 소속정당 | 의원 |
|          | 보수당   | 34   |
|          | 노동당   | 25   |
| 총합     | 총합     | 59   |

| 의원 | 의원              | 선거구                    | 정당         | 초선 연도     |
| ---- | ----------------- | ------------------------- | ------------ | ------------- |
|      | 루시 앨런         | 텔퍼드                    | 보수당       | 2015년        |
|      | 이언 오스틴       | 더들리 노스               | 노동당       | 2005년        |
|      | 애드리언 베일리   | 웨스트브러미치웨스트      | 노동협동조합 | 2000년 재보궐 |
|      | 해리엇 볼드윈     | 웨스트우스터셔            | 보수당       | 2010년        |
|      | 캐런 브래들리     | 스태퍼드셔무어랜즈        | 보수당       | 2010년        |
|      | 리처드 버든       | 버밍엄노스필드            | 노동당       | 1992년        |
|      | 리엄 바이런       | 버밍엄호지힐              | 노동당       | 2004년 재보궐 |
|      | 빌 캐시           | 스톤                      | 보수당       | 1997년        |
|      | 짐 커닝햄         | 코번트리사우스            | 노동당       | 1997년        |
|      | 잭 드로미         | 버밍엄어딩턴              | 노동당       | 2010년        |
|      | 필립 던           | 러들로우                  | 보수당       | 2005년        |
|      | 마이컬 패브리컨트 | 리치필드                  | 보수당       | 1997년        |
|      | 폴 패럴리         | 뉴캐슬언더라임            | 노동당       | 2001년        |
|      | 로버트 플레로     | 스토크온트렌트 사우스     | 노동당       | 2005년        |
|      | 콜린 플레처       | 코번트리노스이스트        | 노동당       | 2015년        |
|      | 마크 가니어       | 와이어포레스트            | 보수당       | 2010년        |
|      | 로저 갓시프       | 버밍엄홀그린              | 노동당       | 2010년        |
|      | 앤드류 그리프츠   | 버턴                      | 보수당       | 2010년        |
|      | 나이절 허들스턴   | 미드우스터셔              | 보수당       | 2015년        |
|      | 트리스트럼 헌트   | 스토크온트렌트센트럴      | 노동당       | 2010년        |
|      | 마것 제임스       | 스타워브리지              | 보수당       | 2010년        |
|      | 사지드 자비드     | 브롬스그로브              | 보수당       | 2010년        |
|      | 마커스 존스       | 너니턴                    | 보수당       | 2015년        |
|      | 대니얼 카프친스키 | 슈루즈베리 애첨           | 보수당       | 2005년        |
|      | 줄리언 나이트     | 솔리헐                    | 보수당       | 2015년        |
|      | 제러미 레프로이   | 스태퍼드                  | 보수당       | 2010년        |
|      | 캐런 럼리         | 레디치                    | 보수당       | 2010년        |
|      | 칼리드 마흐무드   | 버밍엄페리바              | 노동당       | 2001년        |
|      | 샤바나 마흐무드   | 버밍엄레이디우드          | 노동당       | 2010년        |
|      | 롭 매리스         | 울버햄프턴사우스웨스트    | 노동당       | 2015년        |
|      | 스티브 맥케이브   | 버밍엄셀리오크            | 노동당       | 2010년        |
|      | 팻 맥패든         | 울버햄프턴사우스이스트    | 노동당       | 2005년        |
|      | 아만다 밀링       | 캐넉체이스                | 보수당       | 2015년        |
|      | 앤드류 미첼       | 서턴콜드필드              | 보수당       | 2001년        |
|      | 제임스 모리스     | 헤일소언 로리레지스       | 보수당       | 2010년        |
|      | 웬디 노튼         | 알드리지브라운힐스        | 보수당       | 2015년        |
|      | 제시 노먼         | 헤리퍼드 사우스헤리퍼드셔 | 보수당       | 2010년        |
|      | 오웬 패터슨       | 노스슈롭셔                | 보수당       | 1997년        |
|      | 마크 퍼시         | 럭비                      | 보수당       | 2010년        |
|      | 제스 필립스       | 버밍엄야들리              | 노동당       | 2015년        |
|      | 크리스토퍼 핀처   | 탬워스                    | 보수당       | 2010년        |
|      | 마크 프리처드     | 레킨                      | 보수당       | 2005년        |
|      | 엠마 레이놀즈     | 울버햄프턴노스이스트      | 노동당       | 2010년        |
|      | 조프리 로빈슨     | 코번트리노스웨스트        | 노동당       | 1976년 재보궐 |
|      | 러스 스미스       | 스토크온트렌트노스        | 노동당       | 2015년        |
|      | 존 스펠러         | 월리                      | 노동당       | 1997년        |
|      | 캐롤라인 스펠맨   | 메리던                    | 보수당       | 1997년        |
|      | 지셀라 스튜어트   | 버밍엄애지배스턴          | 노동당       | 2010년        |
|      | 크레이그 트레이시 | 노스워윅셔                | 보수당       | 2015년        |
|      | 밸러리 버즈       | 월솔노스                  | 노동당       | 2010년        |
|      | 로빈 워커         | 워스터                    | 보수당       | 2010년        |
|      | 톰 왓슨           | 웨스트브러미치 이스트     | 노동당       | 2001년        |
|      | 크리스 화이트     | 워윅 리밍턴               | 보수당       | 2010년        |
|      | 빌 위긴           | 노스헤리퍼드셔            | 보수당       | 2010년        |
|      | 게빈 윌리엄슨     | 사우스스태퍼드셔          | 보수당       | 2010년        |
|      | 데이비드 위닉     | 월솔노스                  | 노동당       | 1979년        |
|      | 마이크 우드       | 더들리사우스              | 보수당       | 2015년        |
|      | 제레미 라이트     | 케닐워스 사우섬           | 보수당       | 2010년        |
|      | 나드힘 자하위     | 스트래트퍼드온애번        | 보수당       | 2010년        |

## 요크셔험버
| 소속정당 | 소속정당   | 의원 |
|          | 노동당     | 33   |
|          | 보수당     | 19   |
|          | 자유민주당 | 2    |
| 총합     | 총합       | 54   |

| 의원 | 의원              | 선거구                        | 정당         | 초선 연도     |
| ---- | ----------------- | ----------------------------- | ------------ | ------------- |
|      | 나이절 애덤스     | 셀비 에인스티                 | 보수당       | 2010년        |
|      | 스튜어트 앤드류   | 펏지                          | 보수당       | 2010년        |
|      | 케빈 배런         | 로더밸리                      | 노동당       | 1983년        |
|      | 힐러리 벤         | 리즈센트럴                    | 노동당       | 1999년 재보궐 |
|      | 클라이브 베츠     | 셰필드사우스이스트            | 노동당       | 2010년        |
|      | 폴 블럼필드       | 셰필드센트럴                  | 노동당       | 2010년        |
|      | 리처드 버건       | 리즈이스트                    | 노동당       | 2015년        |
|      | 새라 챔피언       | 로더럼                        | 노동당       | 2012년 재보궐 |
|      | 닉 클레그         | 셰필드할람                    | 자유민주당   | 2005년        |
|      | 이브트 쿠퍼       | 노먼턴 폰트프랙트 캐슬퍼드    | 노동당       | 2010년        |
|      | 조 콕스           | 배틀리 스펜                   | 노동당       | 2015년        |
|      | 메리 크레그       | 웨이크필드                    | 노동당       | 2005년        |
|      | 주디트 커민스     | 브래드퍼드사우스              | 노동당       | 2015년        |
|      | 닉 데킨           | 스컨소프                      | 노동당       | 2010년        |
|      | 필립 데이비스     | 시플리                        | 보수당       | 2005년        |
|      | 데이비드 데이비스 | 홀템프라이스 하우든           | 보수당       | 1997년        |
|      | 마이클 더거       | 반즐리센트럴                  | 노동당       | 2010년        |
|      | 캐롤라인 플린트   | 돈밸리                        | 노동당       | 1997년        |
|      | 로버트 굿윌       | 스카버러 휘트비               | 보수당       | 2005년        |
|      | 루이스 헤이       | 셰필드힐리                    | 노동당       | 2015년        |
|      | 파비안 해밀턴     | 리즈노스이스트                | 노동당       | 1997년        |
|      | 해리 하펌         | 셰필드브라이트사이드 힐즈버러 | 노동당       | 2015년        |
|      | 존 힐리           | 웬트워스 던                   | 노동당       | 2010년        |
|      | 케빈 홀린레이크   | 서스크 맬튼                   | 보수당       | 2015년        |
|      | 크리스 홉킨스     | 키슬리                        | 보수당       | 2010년        |
|      | 임란 후세인       | 브래드퍼드이스트              | 노동당       | 2015년        |
|      | 댄 자비스         | 반즐리센트럴                  | 노동당       | 2011년 재보궐 |
|      | 앤드레아 젠킨스   | 몰리 아웃우드                 | 보수당       | 2015년        |
|      | 앨런 존슨         | 킹스턴어폰헐웨스트 헤즐       | 노동당       | 1997년        |
|      | 다이애나 존슨     | 킹스턴어폰헐노스              | 노동당       | 2005년        |
|      | 앤드류 존스       | 해로게이트 네어즈버러         | 보수당       | 2010년        |
|      | 그레그 나이트     | 이스트요크셔                  | 보수당       | 2001년        |
|      | 레이첼 매스컬     | 요크센트럴                    | 노동당       | 2015년        |
|      | 제이슨 매카트니   | 콘밸리                        | 보수당       | 2010년        |
|      | 에드 밀리밴드     | 동커스터노스                  | 노동당       | 2005년        |
|      | 그레그 멀홀랜드   | 리즈노스웨스트                | 자유민주당   | 2005년        |
|      | 맬러니 온         | 그레이트그림즈비              | 노동당       | 2015년        |
|      | 앤드류 퍼시       | 브리그 굴                     | 보수당       | 2010년        |
|      | 레이첼 리브스     | 리즈웨스트                    | 노동당       | 2010년        |
|      | 나셈 샤           | 브래드퍼드웨스트              | 노동당       | 2015년        |
|      | 베리 셰어맨       | 허더스필드                    | 노동협동조합 | 1983년        |
|      | 알렉 셸브루크     | 엘멧 로스웰                   | 보수당       | 2010년        |
|      | 폴라 셰리프       | 듀즈베리                      | 노동당       | 2015년        |
|      | 안젤라 스미스     | 페니스톤 스톡스브리지         | 노동당       | 2010년        |
|      | 줄리언 스미스     | 스킵턴 리폰                   | 보수당       | 2010년        |
|      | 그레이엄 스튜어트 | 베벌리 홀더니스               | 보수당       | 2005년        |
|      | 줄리언 스터디     | 요크아우터                    | 보수당       | 2010년        |
|      | 리시 수낵         | 리치몬드 (요크스)             | 보수당       | 2015년        |
|      | 존 트리켓         | 헴스워스                      | 노동당       | 1996년 재보궐 |
|      | 칼 터너           | 킹스턴어폰헐이스트            | 노동당       | 2010년        |
|      | 홀리 워커린치     | 핼리팩스                      | 노동당       | 2015년        |
|      | 마틴 비커스       | 클리소프스                    | 보수당       | 2010년        |
|      | 크레이그 휘터커   | 칼더밸리                      | 보수당       | 2010년        |
|      | 로지 윈터턴       | 동커스터센트럴                | 노동당       | 1997년        |

## 재보궐선거
- 2015년 올드햄웨스트 로이튼 재보궐선거
- 2016년 셰필드브라이트사이드 힐즈버러 재보궐선거
- 2016년 오그모어 재보궐선거
- 2016년 투팅 재보궐선거
- 2016년 위트니 재보궐선거
- 2016년 배틀리 스펜 재보궐선거
- 2016년 리치몬드 파크 재보궐선거
- 2016년 슬리퍼드 노스하이크햄 재보궐선거
- 2017년 코플랜드 재보궐선거
- 2017년 스토크온트렌트 재보궐선거

## 같이 보기
- 2015년 영국 총선
- 2015년 영국 총선 당선자 목록
- 스코틀랜드의 선거구별 의원 목록 (2015년 ~ 2020년)
- 웨일스의 선거구별 의원 목록 (2015년 ~ 2020년)
- 북아일랜드의 선거구별 의원 목록 (2015년 ~ 2020년)